# Verê
Verê là một đô thị thuộc bang Paraná, Brasil. Đô thị này có diện tích 312,418 km², dân số năm 2007 là 8144 người, mật độ 25,6 người/km².